# Thomas Rydahl
Pour les articles homonymes, voir Rydahl.
Thomas Rydahl, né en 1974 à Aarhus, dans la région du Jutland, au Danemark, est un romancier et traducteur danois, auteur de plusieurs romans policiers.

## Biographie
Il naît à Aarhus en 1974. Il étudie la philosophie et la psychologie et suis une formation de pompier. En 1997, il entre à la Forfatterskolen de Copenhague, une institution spécialisée dans l'écriture créative et la littérature danoise dont il sort diplômé en 1999. Dans les années 2000, il travaille notamment comme correcteur et traducteur, traduisant en danois des ouvrages du journaliste et écrivain américain Malcolm Gladwell.
Il publie en 2014 son premier roman noir, Dans l'île (Eremitten), dont l'action se déroule sur l’île de Fuerteventura dans l'archipel espagnol des Canaries, avec pour personnage principal un ermite danois appelé Erhard. Ce roman remporte en 2015 le prix Clé de verre au Danemark et le prix Harald-Mogensen en Suède, avant de connaître en 2016 une traduction en France chez Belfond et une suite au Danemark avec le roman De savnede.

## Œuvre

### Romans policiers
- Eremitten (2014) Publié en français sous le titre Dans l'île, traduction de Catherine Renaud, Paris, Belfond, coll. « Littérature étrangère », 2016 (ISBN 978-2-7144-6052-3)
- De savnede (2016)

## Prix et distinctions
- Prix Clé de verre en 2015 pour Dans l'île (Eremitten).
- Prix Harald-Mogensen en 2015 pour Dans l'île (Eremitten).